# Оток (Прелог)
Оток је насељено место у саставу града Прелога у Међимурској жупанији, Хрватска. До територијалне реорганизације у Хрватској налазио се у саставу старе општине Чаковец.

## Становништво
На попису становништва 2011. године, Оток је имао 335 становника.

## Попис1991.
На попису становништва 1991. године, насељено место Оток је имало 329 становника, следећег националног састава:
| Попис 1991.‍  | Попис 1991.‍  | Попис 1991.‍ | Попис 1991.‍ | Попис 1991.‍ |
| ------------ | ------------ | ----------- | ----------- | ----------- |
|              |              |             |             |             |
| Хрвати       | Хрвати       |             | 321         | 97,56%      |
| Словенци     | Словенци     |             | 3           | 0,91%       |
| Југословени  | Југословени  |             | 1           | 0,30%       |
| Словаци      | Словаци      |             | 1           | 0,30%       |
| Срби         | Срби         |             | 1           | 0,30%       |
| неопредељени | неопредељени |             | 2           | 0,60%       |
| укупно: 329  |              |             |             |             |